# Velký Újezd
Velký Újezd je městys v okrese Olomouc v Olomouckém kraji. Je situován v jižním podhůří Oderských vrchů. Žije zde přibližně 1 400 obyvatel.
Ve vzdálenosti devět kilometrů východně leží město Lipník nad Bečvou, osmnáct kilometrů jižně město Přerov, sedmnáct kilometrů západně statutární město Olomouc a osmnáct kilometrů východně město Hranice.

## Historie

### Nejstarší dějiny
První písemná zmínka o obci pochází z roku 1334. V průběhu dějin se často střídali majitelé Velkého Újezdu, mezi roky 1324–1352 se uvádí Siffridus de Ujezd, který byl pokrevně spřízněn (dle erbu) s rodem ze Sovince. Pro roky 1352 až 1371 není majitel znám, snad některý z šesti Žibřidových synů. Je jistý až Půta z Holštejna a Zdounek, který osadu dostal přidělenu jako léno od markraběte Jana Jindřicha, bratra Karla IV., a vlastnil ji v letech 1371–1381. Umřel bez potomků. Následoval Václav Rous z Doloplaz, který od roku 1381 postupně skoupil i blízké osady a vytvořil větší územní celek. Za jeho vlastnictví byl Újezd povýšen na městečko. Újezd pak roku 1406 prodal spolu s Kozlovem, Smolnou, Staměřicemi, Čermnou, Švrčovem, Stiboři a Neplachovem už jako výnosné panství za 350 kop grošů k helfštýnskému panství.

### Součást helfštýnského panství
Dalším majitelem tak byl Lacek z Kravař a Helfštejna, nejvyšší český purkrabí a od roku 1411 moravský zemský hejtman. Stal se osobním přítelem mistra Jana Husa a po jeho smrti se postavil do čela husitské strany na Moravě. S tím je spojen i odklon od katolicizmu na celém kravařském dominiu. Mezi roky 1417 a 1434 postupně drží helfštýnské panství dědicové: nejdříve krátce Lackova dcera Eliška, poté panství vysoudila Lackova vdova pro Lackova bratrance Petra ze Strážnice, rovněž moravského zemského hejtmana. V roce 1434 se panství zmocnil Jan Mesnpek z Mesnpeku, husitský velitel a manžel Lackovy neteře, a držel je násilím až do roku 1440, kdy svá rodová práva těžce vydobyl Jiřík z Kravař a ze Strážnice, syn Petra ze Strážnice. Panství ale převzal dlouhodobým financováním husitského odboje značně zadlužené. V roce 1447 Koupil levně hrad Helfštýn a 32 obcí helfštýnského panství, včetně tehdy zvaného Volavého Újezda (Volavý dle noční zastávky skotu, volů, hnaného z východních oblastí na trhy do Olomouce), Vok ze Sovince, účastník bitvy u Lipan. Ten pak roku 1452 daroval poddaným všech vsí helfštýnského panství odúmrť, tj. právo dědictví i v ženské linii. Helfštýnské panství roku 1467 koupil kvůli manželce pocházející z kravařského rodu, Albrecht Kostka z Postupic, vedoucí české výpravy na obhajobu kompaktát v Basileji. Za podporu husitskému králi Jiřímu z Poděbrad, mu ale král Matyáš Korvín panství zpustošil a obsadil, čímž ho donutil panství urychleně prodat.
Získal je tak za 600 dukátů v roce 1474 Vilém II. z Pernštejna, hofmistr Českého království a moravský zemský hejtman. Při koupi se zavázal, že všechny dluhy na kupovaném panství do roka vyrovná. V letech 1486 až 1491 postupně získal i statky později zformované a známé jako panství Veselíčko, což mu uvolnilo právo na Velký Újezd, který měl načas v zástavě Matyáš Korvín. Koncem 15. století postavil Vilém z Pernštejna ve Velkém Újezdě nový kostel sv. Jakuba Staršího. Spodní část, až mnohem později zvýšené věže, zde stojí dodnes. Kostel je od té doby uváděn s kostelním podacím, tj. s právem vrchnosti dosadit si svého faráře, tedy i nekatolíka a bez svolení církve. Rovněž už za Pernštejnů existovala ve Velkém Újezdě tvrz a pivovar. Další majitel, jímž byl v letech 1518–1545 Jan IV. z Pernštejna, byl jako ostatní Pernštejnové rovněž luterán a příznivce českých bratří, podporoval hospodářský rozkvět měst i vsí panství. Roku 1530 založil nejstarší urbář panství, tzv. Registra loučná a kopaninná panství Helfštýnského, což je v podstatě soupis poddaných s jejich robotními povinnostmi a naturálními odvody. Zakládal i řemeslnické cechy. Pro velkou zadluženost a z obavy o náboženský chaos na helfštýnském panství ale celé panství, sestávající tehdy již ze čtyř hospodářských celků se správními centry v Lipníku, Hranicích, Drahouších a Velkém Újezdu, postupně rozprodal.
Koupí 12 vsí či jejich částí, zapsané jako Vklad městečka Oujezda Horniho, spolu se Staměřicemi, Veselíčkem, Chýlcem, Bukem, šesti lidmi v Lazničkách a ve Výklekách, a s pustými osadami Kozlov, Ranošov, Meziříčko, Kyjanka a Sedliště, získal územní celek panství Velký Újezd v roce 1545 Erasmus z Bobolusk, jeho bratr Žibřid v té době vlastnil sousední statky v Tršicích. Roku 1556 městečko získal Jiří ze Zástřizlů, příbuzný manželky předchozího majitele, zemřel ale záhy, po dlouhodobé nemoci. Panství tak roku 1566 získali na základě poručnictví jeho nezletilých dětí příbuzní Oldřich a Kryštof z Kounic. Dlouhodobé spory s majiteli zbytku helfštýnského panství řešili majitelé prodejem a tím návratem území veselíčského panství zpět k panství helfštýnskému.
Mezi roky 1569–1573 byl majitelem Václav z Ludanic. Už otec Půta z Ludanic (za ženu měl Johanku z Pernštejna) začal postupně skupovat rozpadlé helfštýnské panství a tvořit nové rodové dominium. Zlovůlí a nátlakem tak získal nakrátko zpět i veselíčské panství, ale předčasná Václavova smrt celistvost helfštýnského panství opět ukončila. Po Václavu zůstala nezletilá dcera Kateřina z Ludanic. Poručník šlechtických sirotků Zachariáš z Hradce nechal Kateřinu prohlásit už v jejich sedmi letech plnoletou, což mu umožnilo spolu s prokurátorem markrabství Moravského Jakubem st. Vojskou z Bogdunčovic Kateřinu okrádat a celé panství finančně vyčerpat. Východní část helfštýnského panství se pak na další staletí už definitivně osamostatnila jako kompaktní celek panství s centrem ve Velkém Újezdu.

### Podstatští z Prusinovic
Velký Újezd a tím i celé velkoújezdské panství získal roku 1573 Václav st. Podstatský sv. p. z Prusinovic na Potštátě levně a výhodně jako výprodej statků nezletilé dědičky helfštýnského panství Kateřiny z Ludanic. Ke koupi mu dopomohl správce Kateřiných statků Jakub st. Vojska z Bogdunčovic, kterému zprostředkování tohoto výhodného prodeje pomohlo získat ruku Václavovy dcery panny Johanky Podstatské. Václav rozšířil držbu na spoluvlastnictví se syny Jindřichem, Tasem a Bernardem.
Po smrti dvou bratrů v roce 1593 přešlo spoluvlastnictví panství na Tasa Podstatského a jeho syna Kryštofa Karla Podstatského. Kryštof Karel Podstatský sv. p. z Prusinovic byl rada olomouckého biskupa a proto se nemohl postavit na Bílé hoře s ostatními příslušníky rodu na stranu stavů. Tím sice zachránil rodu velkoújezdské panství před konfiskací, ale rod přišel po více než dvousetleté držbě o panství Potštát a další moravské statky. Z důsledků války v městečku také zanikla farnost a duchovní správa Velkého Újezda byla přenesena do katolické farnosti v Oseku nad Bečvou. Roku 1637 při obnovení zemského zřízení je Kryštofu Karlu sv. p. z Prusinovic potvrzen jeho panský stav. Z tohoto titulu uděluje téhož roku Velkému Újezdu právo užívání vlastní pečeti. Popis pečeti: v pečetním poli typáře z roku 1637 je volně, bez štítu, mužská hlava s dlouhými vlasy a plnovousem, se dvěma křížky a čtyřmi kolečky po stranách. Kolem znaku je v kruhu český nápis s letopočtem PECIET HORNIHO AUGEZDA 1637. Při tvorbě současného znaku obce nebyla tato symbolika použita.
Následně Velký Újezd v letech 1644–1688 spravoval Jiří Valerián sv. p. z Prusinovic, prvorozený syn Kryštofa Karla. Stal se pěchotním plukovníkem a na sklonku třicetileté války velitelem pevnosti Helfštýn. Roku 1663 se ujal velení manského vojska a v čele Valachů hájil jihomoravské hraniční průsmyky. Krátce působil také jako velitel pevnosti Hukvaldy. Jako první poválečný majitel vypáleného a vylidněného Velkého Újezda přivedl do Velkého Újezda nové osadníky z jiných panství rodu např. z Bartošovic (vlastnil i Zlín, Starou Ves a za válečné zásluhy získal Slavkov u Opavy). Novou kapitolu už ne městečka, které bylo roku 1642 švédskými vojsky vypáleno, ale opět malé bezvýznamné osady, tak začíná psát zdejších, převážně nových 170 dospělých farníků na 28 osedlých statcích. Poválečné osídlování a hospodářský rozvoj ale nepříznivě ovlivnil i vpád Turků roku 1663 (v menší míře i 1683), kdy osadníci opět prchali do lesů a „ve vsích panství živé duše nebylo“. Duchovní služby i když bez administratury zde byly zajišťovány delegovaným duchovním v kostele, který byl od roku 1669 užíván jako kaple Blahoslavené Panny Marie.
Poté osadu vlastnil František Dominik Podstatský sv. p. z Prusinovic, jenž byl roku 1707 povýšen do hraběcího stavu. Byl nejvyšším zemským sudím, sídlil v Olomouci na rohu Michalské ulice, v domě zakoupeném rodem hned po válce. Panství Velký Újezd tím začalo rodu sloužit už jen jako hospodářské zázemí. Kolem roku 1700 povolil rozšířit původní zástavbu Velkého Újezda o tzv. Zákostelí.
Mezi roky 1721 a 1743 se pak o tento majetek starali bratři Karel Maxmilián a František Valerián, hrabata Podstatští sv. p. z Prusinovic. Karel Maxmilián hrabě Podstatský sloužil jako plukovník a později byl majitel kyrysnického pluku v císařské armádě a bojoval s Turky. Roku 1721 přenesl správu Velkého Újezda v podobě funkce rychtáře do soukromých rukou. Prvním dědičným rychtářem se stal Matouš Kovář, později uváděný s poněmčelým jménem Schmid. Roku 1737 obnovil ve Velkém Újezdě při kostele administraturu, tedy zastoupení vrchnostenské duchovní správy, jejíž součástí bylo i zavedení nové matriky narozených, zemřelých a oddaných a roku 1738 zorganizoval stavbu farní budovy, stavebníkem byla obec. Nedělitelnost panství pak Karel Maxmilián zajistil zřízením fideikomisu. Ve své závěti zřídil nadaci na stavbu špitálu pro chudé a nemocné poddané. Realizací stavby pověřil svého mladšího bratra. Mladší bratr František Valerián Podstatský byl hejtman tělesné gardy císaře Karla VI. Za manželku pojal sestru pozdějšího olomouckého biskupa Jakuba Arnošta Lichtensteina z Kastelkornu. Určený vykonavatel závěti František Valerián však zemřel dříve než bratr Karel Maxmilián, který padl roku 1743 v boji při obraně pevnosti Raabu v Uhrách, takže naplnění závěti se ujal až syn Františka Valeriána František Karel.
František Karel hrabě Podstatský byl voják, generál jízdy a majitel kyrysnického pluku Podstatsky. Roku 1744 obnovil velkoújezdskou farnost a tím vrátil Velkému Újezdu i statut městečka. V letech 1748–1749 vystavěl vrchnostenský špitál a poté mezi roky 1749–1751 jako stavebník vybudoval téměř celý nový farní kostel. Původní věž byla zvýšena a kostelní loď od základů rozšířena a navýšena. Stavitelem byl známý olomoucký architekt Matěj Kniebandl. V letech 1768–1771 vystavil dle návrhu biskupského dvorního architekta J. A. Křoupala z Grünenberka nové sídlo rodu ve vsi Veselíčko, patřící k velkoújezdskému panství. Do stavby nového vrchnostenského zámku byla začleněna i rozměrná kaple zasvěcená sv. Františku Paluánskému. Od té doby se panství nazývá také jako panství Veselíčko, ale centrum panství zůstalo i nadále ve Velkém Újezdě, kde byla hospodářská správa doplněna o stavbu panské myslivny a po zřízení poštovní přepřahací stanice také o vrchnostenskou mýtnou stanici. Jeho bratr Leopold Antonín hrabě Podstatský byl dvorský president, dómský děkan a generální vikář olomouckého biskupství a pravá ruka biskupa J. A. Lichtensteina i jeho tří nástupců. Krátce byl i rektor olomoucké univerzity a při pobytu W. A. Mozarta v Olomouci jeho ochráncem.
Roku 1771 došlo na Moravě k povinnému číslování domů. Velký Újezd měl 77 domů, 600 obyvatel, z toho 433 dospělých, a celá farnost tehdy spolu s Kozlovem, Ranošovem a Staměřicemi celkem 1231 farníků včetně dětí.
Panství mezi roky 1776 a 1793 vlastnili bratři Josef František a Alois Arnošt nejdříve částečně i se svými dvěma předchozími staršími bratry, ti ale oba roku 1776 zemřeli. Josef František hrabě Podstatský byl voják, plukovník jízdy u kyrysnického pluku, později převzal po strýci pluk Modena. Velký Újezd a celé panství Veselíčko proto nakonec připadlo nejmladšímu sourozenci Aloisi Arnoštovi. Od roku 1762, kdy Alois Arnošt hrabě Podstatský obdržel od císařovny Marie Terezie povolení sloučení jména s vymřelým matčiným rodem Liechtenstein, se rod jmenuje Podstatský-Lichtenstein. Jakub Arnošt byl ve službách císařského dvora ve Vídni. Byl císařský rada, a vyslanec v Mnichově, kde mimo jiné na příkaz císařovny Marie Terezie zprostředkoval účelově dynastický sňatek ovdovělého císaře Josefa II. s nevšedně ošklivou princeznou Marií Josefou Bavorskou. Císař Josef II. za to po smrti matky Aloise Arnošta zprostil služby a penzionoval na Veselíčku. Alois Arnošt zdědil také rozsáhlý majetek po vymřelých Lichtensteinech, především zámek a panství Telč. Do Telče ale nikdy nepřesídlil, to už ponechal další generaci rodu. Za jeho vlastnictví panství se stavěla císařská silnice, která roku 1782 proťala i Velký Újezd a Staměřice. Tato nová hlavní komunikace umožnila i zřízení mýta a nové poštovní přepřahací stanice, která pozvedla úroveň městečka, postupně vytvořila i nové pracovní a podnikatelské možnosti, např. stavba zájezdního hostince U zlatého jelena a přinesla i další rozšíření zástavby městečka.
Počínaje generací Leopolda Františka, vlastnícího Velký Újezd v letech 1793–1813, přesídlil rod Podstatský-Lichtenstein roku 1796 trvale na zděděné panství v Telči. Dům v Olomouci prodal a hospodaření na panství Veselíčko přenechal správcům. Byl c. k. komořím a za pomoc, kterou poskytl státu v obraně proti Napoleonovi, získal hodnost majora. Osobně se zaručil císaři Napoleonovi v obsazené Vídni, že zajistí ve městě bezpečnost a pořádek. Podporoval hospodářský a kulturní rozvoj panství, chápal význam sociálních opatření. Zemřel předčasně a protože jeho děti byly ještě nezletilé, vlastnictví panství a tím i Velkého Újezda připadlo jeho ovdovělé manželce Marii Terezii Podstatské-Lichtenstein, rozené hraběnce Kolovrat–Krakowské. Ta se po manželově smrti ihned znovu provdala za hraběte z Hardeggu a odešla ze svých panství. O svá panství ani o své čtyři nezletilé děti nejevila příliš zájem. Dětem byl proto přidělen poručník Vincenc hrabě Vetter von Lilien až do doby, než roku 1828 dospěl a panství převzal nejstarší syn Leopold Karel, c.k. komoří a dvorní hrabě hudby, který se stal posledním majitelem Velkého Újezdu. Provozoval hudební a divadelní soubor na Telči a o zdejší panství nejevil zájem. Rodina sem zajížděla už pouze na letní byt.
Roku 1832 byl zrušen velkoújezdský hřbitov u kostela včetně rodinné hrobky Podstatských a zřízen nový hřbitov východně od obce. Současně byla postavena nová hrobka rodu pod kostelem. Roku 1847 požádali poddaní z Velkého Újezda vrchnost o povolení vykoupit se z roboty. Osvobození od roboty přišlo symbolicky roku 1848 spolu se smrtí posledního majitele městečka, které se podobně jako ostatní obce v důsledku revoluce 1848 současně stalo samostatnou obcí. Rod Podstatských už zůstal jen majitelem velkostatku Veselíčko, ale v katastru Velkého Újezda mu stále (až do roku 1945) patřila velká výměra pozemků, především lesů. K roku 1830 žilo v městečku 960 obyvatel ve 115 domech.

## Demografie

### Složení obyvatel
Dle sčítání lidu v roce 2011 žilo ve Velkém Újezdu trvale 1267 osob, z toho 641 žen. Celkem 798 občanů se hlásilo k české národnosti, 96 k moravské, 8 ke slovenské, 1 k polské a 1 k německé.
| Rok            | 1869  | 1880  | 1890  | 1900  | 1910  | 1921  | 1930  | 1950  | 1961  | 1970  | 1980  | 1991  | 2001  | 2011  | 2021  |
| -------------- | ----- | ----- | ----- | ----- | ----- | ----- | ----- | ----- | ----- | ----- | ----- | ----- | ----- | ----- | ----- |
| Počet obyvatel | 1 123 | 1 209 | 1 259 | 1 299 | 1 291 | 1 189 | 1 208 | 1 071 | 1 132 | 1 081 | 1 016 | 1 024 | 1 058 | 1 267 | 1 359 |
| Počet domů     | 126   | 154   | 170   | 184   | 195   | 198   | 228   | 266   | 268   | 278   | 280   | 318   | 341   | 391   | 428   |

### Náboženský život
Městys Velký Újezd je sídlem římskokatolické farnosti Velký Újezd u Olomouce náležící do olomouckého děkanství a olomoucké arcidiecéze. Farním kostelem je místní kostel svatého Jakuba Staršího. Podle cenzu z roku 2011 se k víře hlásí z 1267 osob 290 věřících, z toho se 158 lidí hlásilo k římskokatolické církvi, 2 k Českobratrské církvi evangelické a 2 k církvi československé husitské. 436 osob bylo bez vyznání.

## Správa a politika městyse
Od 12. dubna 2007 byl obci vrácen status městyse.

### Zastupitelstvo a starosta
Starostou městyse je od 5. listopadu 2014 jako nezávislý kandidát Ing. Josef Jelen. V místních volbách je voleno 15 členů obecního zastupitelstva, kteří poté ze svých řad vybírají pětičlennou radu městyse, která je ze své činnosti odpovědná celému obecnímu zastupitelstvu. Ti pak dále volí ze svého středu jednoho starostu a místostarostu (od 5. listopadu 2014 Mgr. Ondřej Zatloukal).
Ve volebním období 2010–2014 se do zastupitelstva dostaly dvě uskupení: sdružení Budoucnost Velkého Újezda získalo 10 mandátů a Strana zelených 5 mandátů. Ve volebním období 2014–2018 se do zastupitelstva také dostaly dvě uskupení: sdružení Budoucnost Velkého Újezda (9 mandátů) a Strana zelených (6 mandátů).

### Symboly městyse
Znak a vlajka byly městysi uděleny rozhodnutím předsedy Poslanecké sněmovny Parlamentu České republiky dne 9. prosince 1996. Znak: Červeno-modře čtvrcený štít, v prvém poli stříbrné paroží, ve druhém poli zlatý dvouocasý lev s červenou zbrojí, přes třetí a čtvrté pole položena stříbrná svatojakubská mušle. Vlajka: List tvoří červené žerďové pole s bílým parožím a modré vlající pole se žlutým dvouocasým lvem s červenou zbrojí. Poměr šířky k délce listu je 2:3.

## Osobnosti
- Tomáš Kovářík (asi 1824–1881), obecní starosta, zemský poslanec
- Karel Richter (1862–1942), obecní starosta, zemský poslanec
- Adolf Szczyzycki (1897–1940), automobilový závodník a tovární jezdec automobilky Wikov v letech 1928 až 1934.
- Bohumil Bednařík (1911–1973), výsadkář, velitel Operace Chalk
- Jaroslav Švarc (1914–1942), výsadkář a odbojář, zahynul spolu s ostatními parašutisty 18. června 1942 při boji s přesilou příslušníků gestapa v kryptě pravoslavného kostela sv. Cyrila a Metoděje v Praze

## Pamětihodnosti
- Kostel svatého Jakuba Staršího[12] – nachází se ve středu obce
- Pomník Zákřovský Žalov
- Vrchnostenský špitál – dům č.p. 46 v ulici Zákostelní
- Poštovní přepřahací stanice – dům č.p. 100 v západní části obce

## Galerie

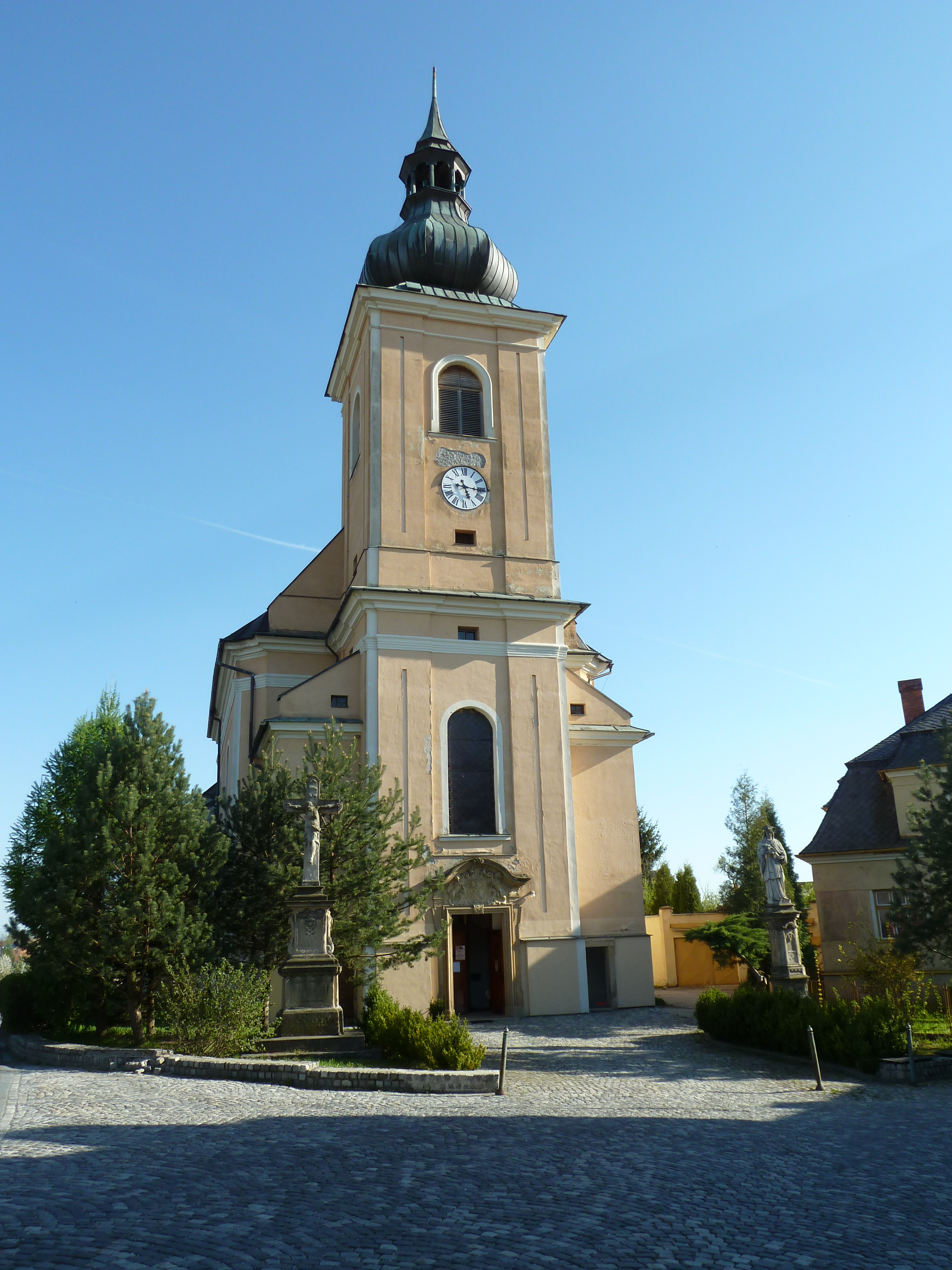
Kostel svatého Jakuba Staršího
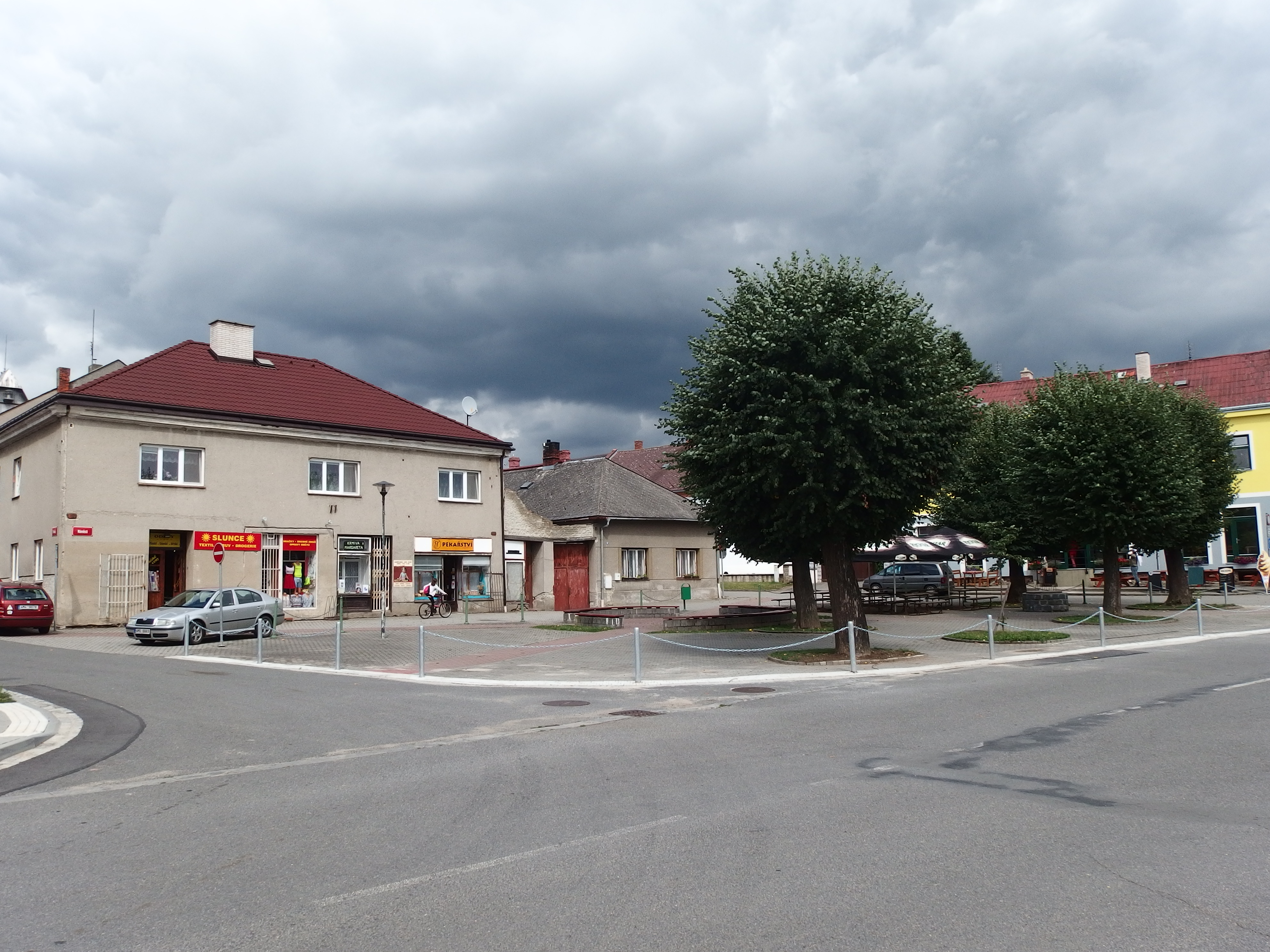
Náměstí
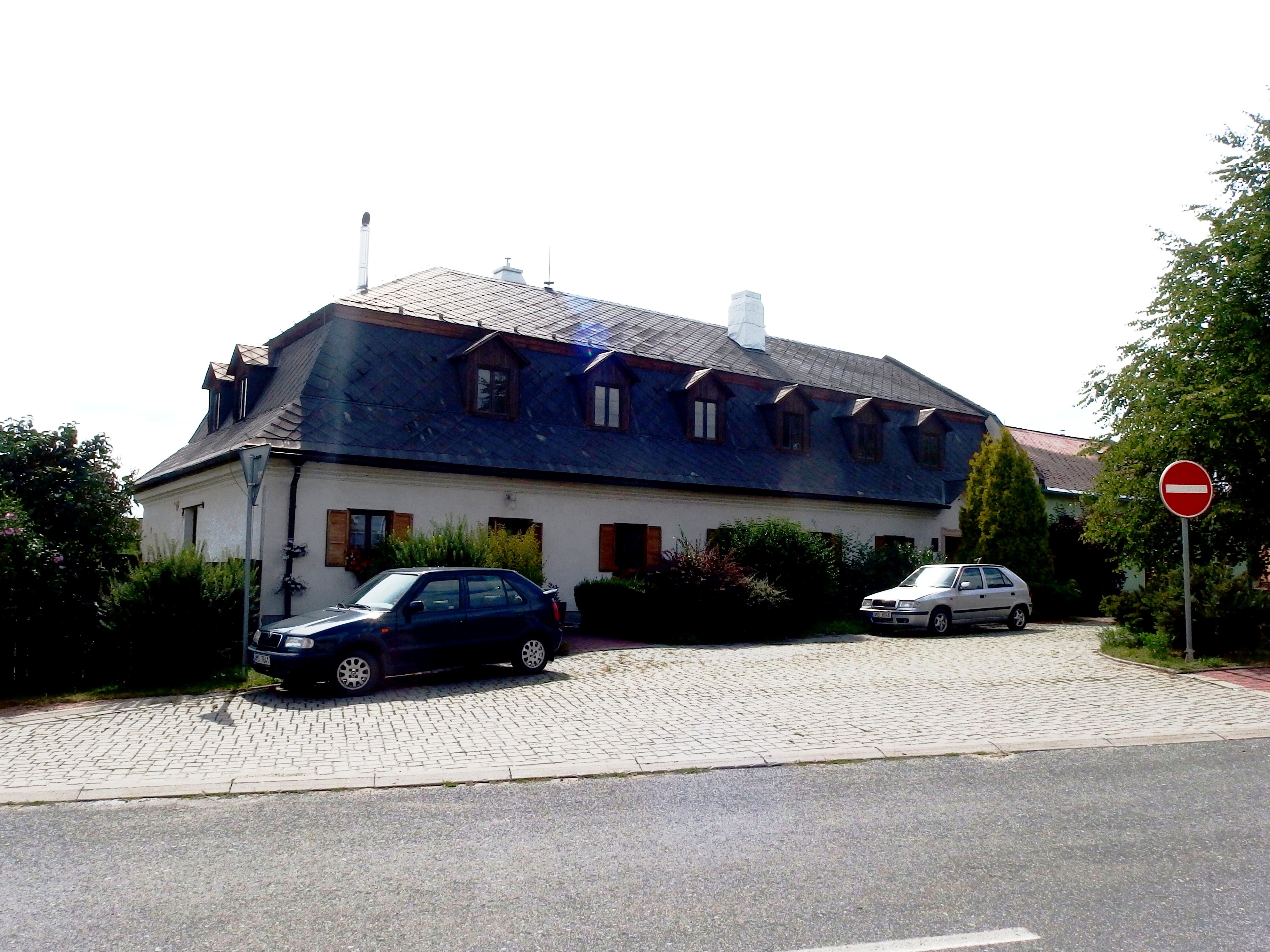
Bývalý vrchnostenský špitál
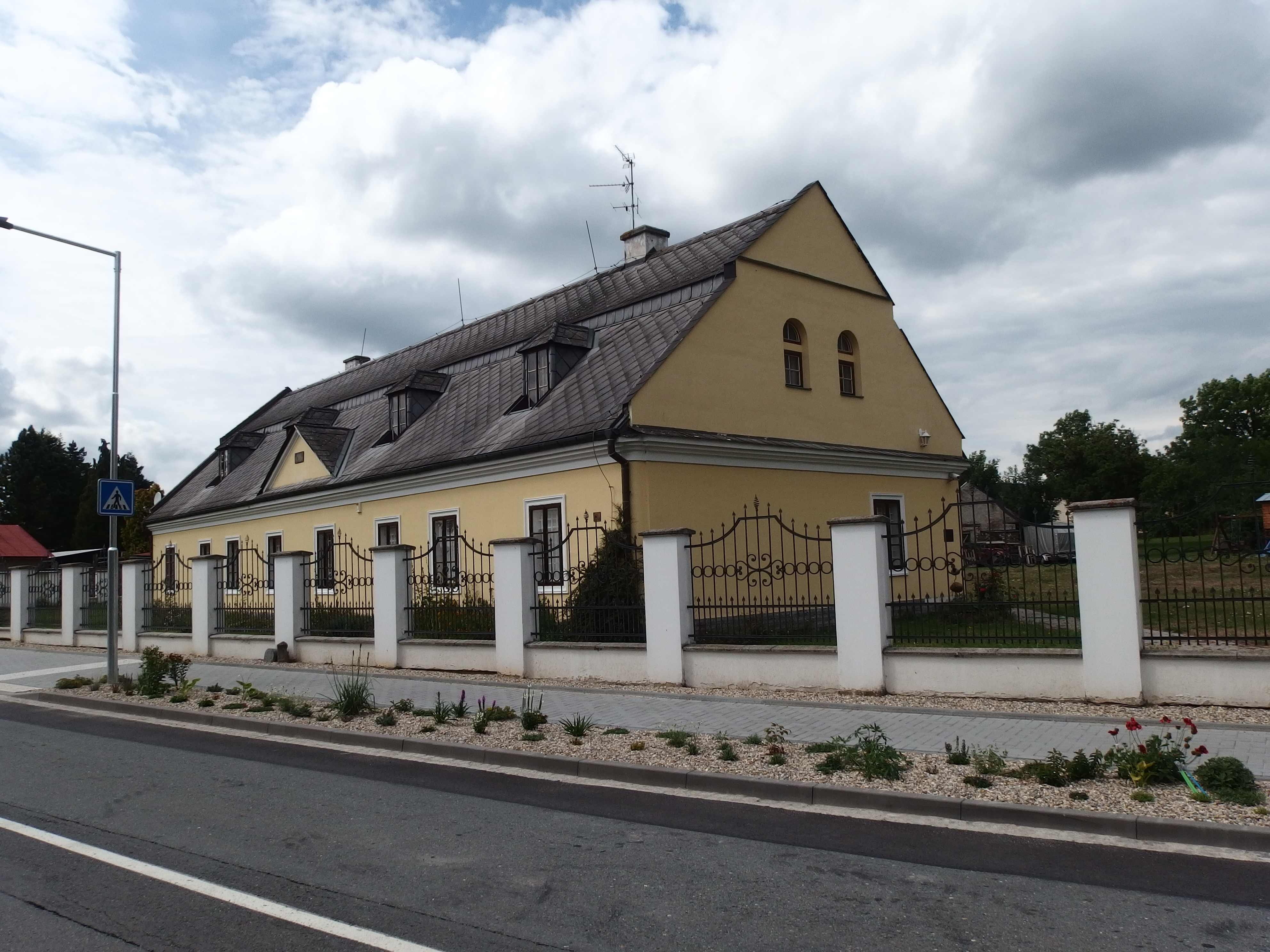
Bývalá poštovní přepřahací stanice
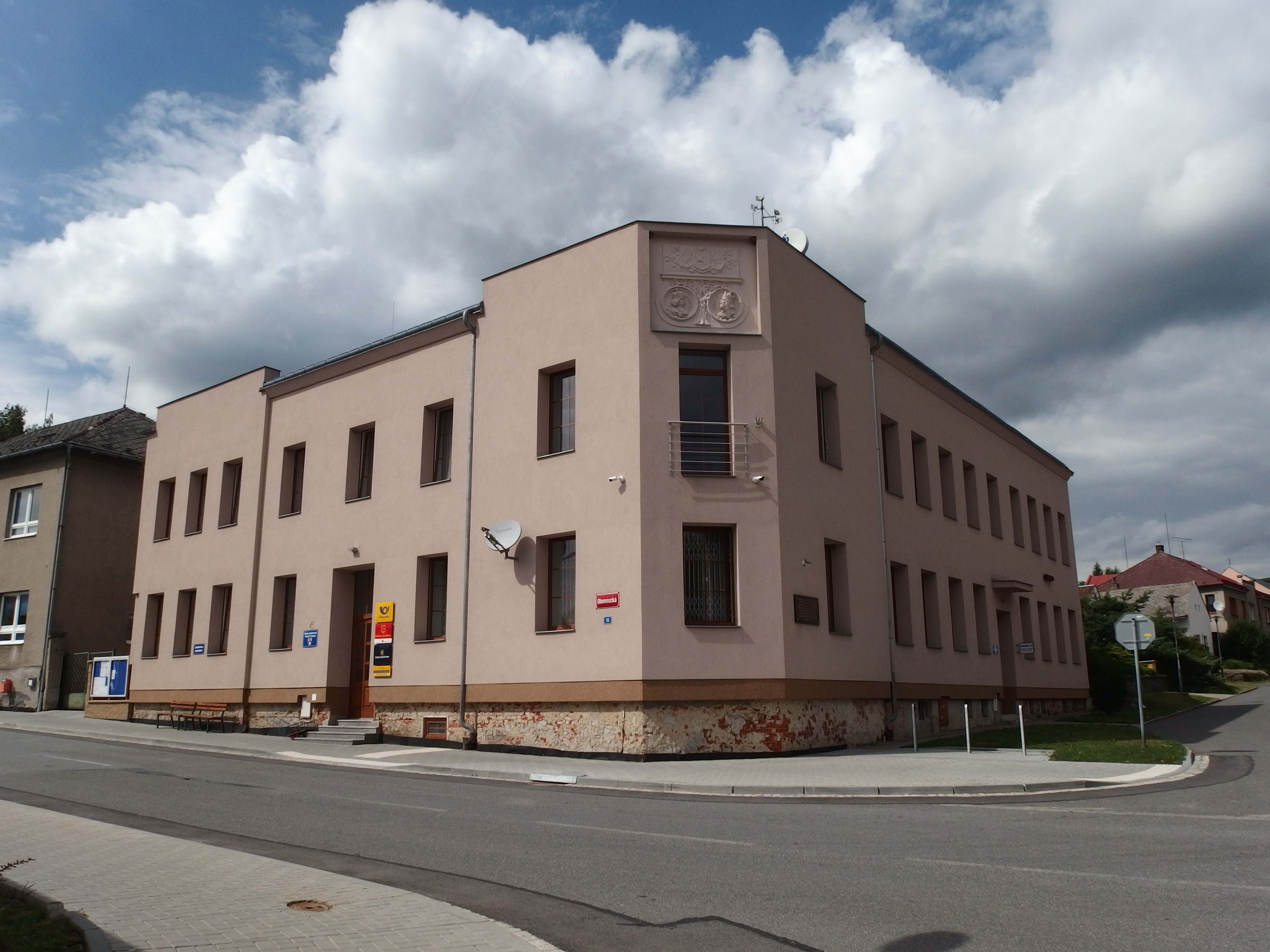
Úřad městyse